# Templo Masónico de Palma
El Templo histórico de la masonería paraguaya
En septiembre de 1897, el Gran Oriente del Paraguay adquirió una propiedad en la calle Palmas (actual Palma), entre las calles Academia Literaria (hoy Montevideo) y Aduana de la Rivera (hoy Colón). Esta propiedad, perteneciente a los masones Franco y Giuseppe Cellario, fue formalizada mediante la Escritura Pública N° 397, firmada el 6 de septiembre de 1899 ante el escribano Atanasio de la Cruz Villasanti. El documento fue suscrito por el Gran Maestro del Gran Oriente del Paraguay, el Dr. Cecilio Báez González.
Construcción del Templo
El 29 de septiembre de 1899, se conformó la Comisión Central de Edificación, presidida por el masón Alfredo Berthomier e integrada por representantes de las logias de Asunción. En abril de 1902, se lanzó una licitación interna entre los miembros de la fraternidad para la construcción del templo. De las tres propuestas presentadas, se seleccionó la del masón José Vilá, mientras que el diseño arquitectónico estuvo a cargo del hermano Ricardo Lloret.
El financiamiento se logró mediante:
- El 50% de las recaudaciones de las tenidas (reuniones masónicas).
- Donaciones de los miembros de la orden.
- La emisión de bonos para recaudar fondos.

Inauguración y uso histórico

Templo histórico de la masonería paraguaya

La obra fue recibida oficialmente el 9 de febrero de 1903, y su inauguración solemne se realizó el 2 de mayo de 1904. Desde entonces, masones paraguayos han trabajado de manera ininterrumpida en este templo, manteniendo viva la tradición iniciática y filosófica de la orden.
A lo largo de su historia, el templo no solo sirvió como sede masónica, sino también como:
- Centro de ayuda durante la Gripe Española (1918).
- Hospital de Sangre en la Guerra del Chaco (1932-1935).

Apertura al público
Si bien el templo fue durante más de un siglo un espacio reservado para los masones, el 10 de octubre de 2009 abrió sus puertas al público en general por primera vez, permitiendo que la sociedad paraguaya conociera su riqueza histórica y arquitectónica.
Este edificio, considerado uno de los templos masónicos más bellos de América, sigue siendo un testimonio de la influencia de la masonería en la historia social y cultural del Paraguay, así como un espacio donde la fraternidad masónica continúa su labor de manera activa e ininterrumpida desde sus inicios.
Restauración
Fue restaurado y re-inaugurado en una ceremonia realizada el 12 de junio de 2018, día del Masón Paraguayo, con la presencia de Autoridades Masónicas y Municipales, bajo la administración del Gran Maestro de la Gran Logia Simbólica del Paraguay Benigno Augusto Villasanti Kulman. Es considerado patrimonio histórico del Paraguay por su historia y arquitectura.